# Warrior Soul
Warrior Soul es el décimo álbum de estudio de la cantante alemana Doro Pesch. Fue lanzado en el año 2006 por el sello AFM Records. Alcanzó la posición No. 27 en las listas alemanas de éxitos.

## Lista de canciones
| N.º | Título                      | Escritor(es)                                            | Duración |  |
| 1.  | «You're My Family»          | Doro, Anke Mörsch                                       | 4:14     |  |
| 2.  | «Haunted Heart»             | Pesch, Gary Scruggs                                     | 5:14     |  |
| 3.  | «Strangers Yesterday»       | Pesch, Joe Taylor                                       | 4:49     |  |
| 4.  | «Thunderspell»              | Pesch, Chris Lietz                                      | 4:39     |  |
| 5.  | «Warrior Soul»              | Pesch, Scruggs                                          | 4:44     |  |
| 6.  | «Heaven I See»              | Pesch, Scruggs                                          | 4:37     |  |
| 7.  | «Creep into My Brain»       | Pesch, Taylor, Johnny Dee, Nick Douglas, Oliver Palotai | 3:56     |  |
| 8.  | «Above the Ashes»           | Pesch, Scruggs                                          | 4:16     |  |
| 9.  | «My Majesty»                | Pesch, Torsten Sickert, Klaus Vanscheidt                | 4:06     |  |
| 10. | «In Liebe und Freundschaft» | Pesch, Lietz                                            | 3:35     |  |
| 11. | «Ungebrochen»               | Pesch, Lietz                                            | 1:39     |  |
| 12. | «Shine On»                  | Pesch, Taylor                                           | 8:23     |  |

## Personal
- Doro Pesch - voz
- Nick Douglas - bajo
- Joe Taylor - guitarra
- Johnny Dee - batería
- Oliver Palotai - guitarra, teclados